# Шенк, Томас
Томас Шенк (Thomas Eugene Shenk; род. 1947) — американский биолог и вирусолог. Доктор философии (1973), профессор Принстонского университета, член Национальных Академии наук и Медицинской академии США, а также Американского философского общества (2015).
В 1988—1999 гг. исследователь Медицинского института Говарда Хьюза.
Отмечен Eli Lilly and Company-Elanco Research Award (1982).

## Биография
Окончил Детройтский университет (бакалавр биологии, 1969). В 1973 году получил степень доктора философии по микробиологии в Ратгерском университете. С 1984 года преподаёт в Принстонском университете, в 1996—2004 годах заведующий его кафедрой молекулярной биологии, ныне именной профессор (James A. Elkins Professor in the Life Sciences).
Профессор Американского онкологического общества.
Член советов директоров Fox Chase Cancer Center, Hepatitis B Foundation, Origen Therapeutics, Kadmon Pharmaceuticals, Forge Life Science.
На протяжении 11 лет состоял в совете директоров Merck & Co.
C 1994 по 2002 год главный редактор Journal of Virology.
Являлся президентом American Society for Virology (в 1997–1998) и American Society for Microbiology.
Член Американской академии искусств и наук, Американской академии микробиологии, Американской ассоциации содействия развитию науки.